# 아일리아 에우독시아

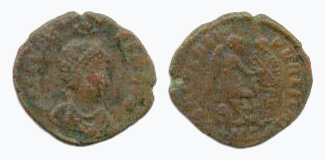

아일리아 유독시아(Aelia Eudoxia, ? - 404년)는 비잔티움 황제 아르카디우스의 아내이다.
그녀는 프랑크족 출신의 미모의 소녀였다고 전해지며, 당시 유약하고 무능한 황제 아르카디우스를 조정하던 시종장 에우트로피우스에게 교육을 받고 아르카디우스를 유혹해 그의 아내가 되었다. 황후가 된 이후 자신을 발탁한 에우트로피우스를 공격하여 결국 그를 실각시키고, 아르카디우스 황제를 조종했다. 방탕하고 음란한 성품이었다고 하며 콘스탄티노폴리스 총대주교 요한네스 크리소스토무스와 대립하여 몇차례의 대립끝에 결국 크리소스토무스를 실각시켰다.
404년 10월 6일 에우독시아는 아이를 낳다가 유산하고 결국 죽었다. 그의 아들중의 하나인 테오도시우스 2세가 아르카디우스의 뒤를 이어 황제가 되었다. 일설에 따르면 테오도시우스 2세는 아르카디우스의 친아들이 아니라고도 한다.

## 같이 보기
- 동로마 황제